# خوان لويس غيرا
خوان لويس غيرا (بالإسبانية: Juan Luis Guerra Seijas )‏ (و. 1957  م) هو مغني، ومغن ومؤلف، وملحن، وعازف قيثارة، ومنتج أسطوانات من جمهورية الدومينيكان، ولد في سانتو دومينغو.

## التعليم
تعلم في كلية باركلي للموسيقى.

## وصلات خارجية
- خوان لويس غيرا على موقع IMDb (الإنجليزية)
- خوان لويس غيرا على موقع ميوزك برينز (الإنجليزية)
- خوان لويس غيرا على موقع أول ميوزيك (الإنجليزية)
- خوان لويس غيرا على موقع ديسكوغز (الإنجليزية)
- خوان لويس غيرا على موقع قاعدة بيانات الفيلم (الإنجليزية)

- خوان لويس غيرا في قاعدة بيانات الأفلام على الإنترنت